# Paloh (Pidie)
Paloh is een bestuurslaag in het regentschap Pidie van de provincie Atjeh, Indonesië. Paloh telt 1196 inwoners (volkstelling 2010).